# 萬成集團股份
萬成功集團股份有限公司，簡稱萬成集團股份（英語：MS GROUP HOLDINGS LIMITED，港交所：1451），在2007年，由鍾國強和配偶，在總部廣東韶關成立「萬成實業有限公司」，業務在全球經營造模、注塑及吹模流程、實體測試、圖像設計、一般組裝及包裝產品，主席為周青。
股份在2018年6月1日於港交所主板上市。集資額為6000萬至6800萬港元，每股發售價介乎1.2元至1.36港元，發行5000萬股，用作升級現有設施及生產機器。

## 連結
- msgh.com.hk （页面存档备份，存于）